# Henderson Lovelace Lanham

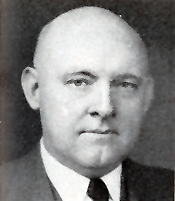
Henderson Lovelace Lanham

Henderson Lovelace Lanham (* 14. September 1888 in Rome, Floyd County, Georgia; † 10. November 1957 ebenda) war ein US-amerikanischer Politiker. Er vertrat den Bundesstaat Georgia als Abgeordneter im US-Repräsentantenhaus.

## Werdegang
Lanham besuchte die öffentliche Schule in seinem Geburtsort. Danach ging er auf das Piedmont Institute in Rockmart. Er graduierte 1910 an der University of Georgia in Athens und 1911 an der Rechtsabteilung derselben Universität. Anschließend besuchte er 1912 die Graduate School der Harvard University. Er bekam seine Zulassung als Anwalt schon 1911 und eröffnete dann eine Praxis in Rome. Zwischen 1918 und 1919 war er dort Vorsitzender eines Bildungsausschusses. Danach gehörte zwischen 1929 und 1933 sowie in den Jahren 1937 und 1940 dem Repräsentantenhaus von Georgia an. Anschließend war er Generalstaatsanwalt vom Gerichtsbezirk Rome zwischen 1941 und 1946.
Lanham wurde als Demokrat in den 80. und die fünf nachfolgenden Kongresse gewählt. Seine Amtszeit begann am 3. Januar 1947. Er starb im Amt, als er am 10. November 1957 mit seinem Auto beim Überfahren eines Bahnübergangs mit einem Zug zusammenstieß. Lanham wurde auf dem Myrtle Hill Cemetery beerdigt. In seiner Amtszeit im Kongress war er an der Verfassung des Southern Manifesto beteiligt, das sich gegen die Rassenintegration an den öffentlichen Einrichtungen aussprach.